# Aliens: Dark Descent
Aliens: Dark Descent é um jogo de táticas em tempo real desenvolvido pela Tindalos Interactive em colaboração com a 20th Century Games e publicado pela Focus Entertainment. Ambientado no universo Alien, o jogo foi lançado para Microsoft Windows, Xbox One, Xbox Series X/S, PlayStation 4 e PlayStation 5, em 20 de junho de 2023. Recebeu críticas geralmente positivas dos críticos.

## Jogabilidade

No jogo, os jogadores devem dar comandos a um esquadrão de quatro fuzileiros coloniais enquanto eles lutam contra Xenomorfos e agentes desonestos.

A história de Dark Descent se passa no ano de 2198, 19 anos após os eventos dos filmes da trilogia original. É um videogame tático em tempo real jogado de uma perspectiva de cima para baixo. Os jogadores precisam emitir comandos para um esquadrão de quatro fuzileiros navais coloniais, que devem lutar contra os Xenomorfos e agentes desonestos da Weyland-Yutani Corporation. O jogo apresenta cinco classes de personagens iniciais, cada uma com suas próprias armas e habilidades únicas. Enquanto o combate acontece em tempo real, os jogadores podem desacelerar brevemente o tempo para emitir comandos ou armar uma emboscada. Os jogadores são incentivados a explorar a estação lunar, descobrindo atalhos e implantando rastreadores de movimento que permitem aos jogadores rastrear movimentos alienígenas. Eles também podem usar um soldador para abrir portas trancadas e podem soldar portas fechadas enquanto se retiram de uma sala para outra. As mudanças no layout do nível são permanentes. Soldar uma porta pode impedir que os Xenomorfos avancem, mas também pode bloquear a rota do jogador em visitas subsequentes.
Entre as missões, os jogadores podem atualizar e personalizar seus fuzileiros navais. Os jogadores precisam manter não apenas a saúde física, mas também a saúde mental desses personagens. Cada personagem tem seus próprios traços mentais. Seu desempenho em combate pode ser afetado se eles forem colocados sob muita tensão. Eles podem errar seus tiros, se comportar irracionalmente ou até mesmo sabotar a missão do jogador. Os membros do esquadrão podem morrer permanentemente após serem atacados. Os jogadores podem evacuar durante uma missão para evitar perder todo o esquadrão. De acordo com o desenvolvedor, cada missão do jogo dura "entre 20 minutos e uma hora".

## História
No ano de 2198, na lua de Lethe, o USS Otago se prepara para um shakedown. Enquanto isso, na Estação Pioneer, um ônibus espacial, o Bentonville, deixa a carga. Um misterioso infiltrado libera seu conteúdo: alienígenas Xenomorfos mortais, que começam a massacrar a tripulação. Percebendo a discrepância de peso da carga de Bentonville, a vice-administradora Maeko Hayes recomenda que o navio seja detido, mas seu supervisor McDonald se recusa. Hayes encontra os alienígenas na baía de ancoragem, tentando soldar as portas. Quando a nave sai, McDonald e a equipe de controle são atacados e engravidados por Facehuggers. Escapando por pouco, Hayes percebe que mais Xenomorfos estão na carga restante de Bentonville e relutantemente ativa o Protocolo Cerberus, um procedimento de quarentena planetária Weyland-Yutani usando satélites armados. Bentonville e um cargueiro, Baldrin, são destruídos com todas as mãos enquanto o Otago é aleijado. Hayes é extraído pelo sargento Jonas Harper e seu esquadrão de fuzileiros navais coloniais para o Otago, onde ele assume o comando e substitui Hayes como seu oficial de inteligência. Os fuzileiros navais entram no assentamento de Dead Hills, matando uma Rainha Xenomorfa sob a colônia. Depois de explorar o espaçoporto Berkley's Docks em busca de peças para consertar o Otago, os fuzileiros navais encontram a Era Darwin, um culto anti-Weyland-Yutani que reverencia os Xenomorfos como um estágio superior de evolução. Ao retornar, Hayes admite a Harper que ela ativou Cerberus; Apesar disso, eles continuam a trabalhar juntos. Hayes também trabalha com o médico-chefe Bookard, o xenobiologista da Weyland-Yutani Becker, o engenheiro-chefe Corrigan, o psicólogo do navio Kabiri e o chefe do arsenal, sargento Martinez, para encontrar materiais e pessoal no campo para levar a Otago.
Harper traça a origem dos contêineres Xenomorph em Olduvai, a principal refinaria de Trimonite de Lethe. Em suas minas, eles encontram Guardiões: cultistas modificados contendo Chestbursters em seus corpos que são ignorados pelos Xenomorfos, além de descobrir que o culto está levando as pessoas para o Projeto Cassandra. Harper brevemente relembra esta "Cassandra", antes de Joseph Marlow, líder da Era Darwin e um ex-cientista da Weyland-Yutani, se dirigir diretamente aos fuzileiros navais, o que implica que Cassandra está trabalhando com ele. Hayes, originalmente planejando usar a última cápsula de fuga do Otago como um farol para enviar um pedido de socorro, em vez disso, usa-a como um míssil improvisado para resgatar os fuzileiros navais pouco antes de serem invadidos. Voltando ao Otago, Harper revela a Hayes que Cassandra é sua filha de seu tempo em Lethe, pois ele nasceu no planeta. O Otago é atacado diretamente por Xenomorfos, mas os fuzileiros navais lutam contra eles; Harper, que tem flashes e visões dolorosas quando os Xenomorfos estão por perto, começa a adoecer. A diretora Barbara Pryce, chefe de operações da Weyland-Yutani em Lethe, entra em contato com os fuzileiros navais e informa que a Cerberus está entrando na Fase 2: esterilização nuclear completa de Lethe. Os fuzileiros navais invadem a Pioneer para tentar parar Cerberus e matar outra rainha, mas é tarde demais para parar Cerberus. Com pouco tempo, os fuzileiros navais correm para consertar o casco de Otago, as câmaras de hipersono e aumentar a energia de seu escudo de energia para quebrar o bloqueio. Pryce oferece o núcleo de energia de um processador atmosférico, além de procurar Cassandra e resgatá-la de Marlow, em troca de ter acesso a Otago.
Os fuzileiros navais invadem o processador, roubando seu núcleo, matando outra rainha e recuperando um APC, mas Harper enfraquece constantemente. Os fuzileiros navais então recuperam um chip misturador de gás hipersonífero do USCSS Monterro, um antigo navio da classe M usado durante uma rebelião anterior contra a Weyland-Yutani para a qual Harper estava presente. Um Guardião se esgueira a bordo de Otago para persuadir Harper a se juntar à Era Darwin, revelando que Marlow está usando Cassandra para um projeto que permite a comunicação com os Xenomorfos usando sua conexão telepática inata com a mente coletiva do alienígena, uma característica que Harper compartilha com ela e é a causa de suas visões e saúde debilitada, antes que o Chestburster irrompa dele e o mate. Harper confronta Pryce, que despachou homens para encontrar Cassandra, liderada pelo ex-fuzileiro naval Theo Stern, no laboratório subterrâneo de Tântalo, mas Pryce havia perdido contato com eles. Os fuzileiros navais se infiltram no laboratório e recuperam Stern, que se junta aos fuzileiros navais, mas descobrem em imagens antigas que Cassandra já foi transferida para outro lugar para um novo local e escapam por pouco da autodestruição do laboratório. Durante a fuga, eles capturam Marlow, que divulga que Pryce está interpretando-os; ela destruiu Tântalo e deixou Stern morrer para amarrar pontas soltas. Incapaz de obter a localização de Cassandra de Marlow, Harper o mata depois de descobrir que é uma recriação Synth do verdadeiro Marlow, antes de cair inconsciente.
Enquanto isso, de volta a Otago, Becker, trabalhando com Pryce para apagar suas dívidas com a empresa, paralisa as defesas da nave e libera um Guerreiro Xenomorfo que emergiu do Guardião capturado, que mata Bookard enquanto os comandos Weyland-Yutani chegam para capturar a nave. Hayes afasta por pouco os mercenários com o ARC, embora seja arruinado pela aeronave de comando; Becker cai nela e a mantém sob a mira de uma arma, mas é morto pelo Xenomorfo. Hayes consegue atrair o Xenomorfo para o reator da nave quando ela reinicia, fritando-a e protegendo a nave. Com Harper em estado crítico e Kabiri incapaz de tratá-lo efetivamente sem Bookard, Stern e Hayes invadem Pharos Spire, o quartel-general da Weyland-Yutani em Lethe, para extrair a localização de Marlow de Pryce. Ela divulga que Marlow se estabeleceu em uma antiga cidade alienígena sob Olduvai, que é onde ele mantém Cassandra prisioneira e tenta desesperadamente subornar Hayes para levá-la com eles. Enojado, Hayes renuncia a Pryce como menos humana do que um Synth e a deixa morrer. Enquanto Pryce afirma furiosamente que ela é humana, os Xenomorfos começam a invadir a instalação.
Enquanto a Cerberus se prepara para lançar a Fase 2, Hayes, determinado a expiar por servir Weyland-Yutani, decide invadir a cidade de Marlow e salvar Cassandra. O agora reparado Otago voa e os fuzileiros navais lançam um ataque total à mina, matando uma rainha e muitos cultistas. Hayes, Martinez e Stern descem e entram na cidade subterrânea, que contém restos mumificados de uma espécie alienígena gigante e semelhante a um verme e grandes ovos de Xenomorfos. Eles também descobrem o cadáver do verdadeiro Marlow, que morreu de um chestburster há muito tempo, e incontáveis Marlow Synths não hostis que ele criou para continuar seu trabalho no Projeto Cassandra. Encontrando Cassandra e libertando-a, um gigantesco Xenomorfo feito de um dos antigos alienígenas acorda, matando Stern e Martinez. As mulheres são encurraladas, mas Harper usa o que resta de sua força para imobilizar brevemente o Xenomorfo, permitindo que eles escapem ao custo de sua própria vida. Os fuzileiros navais restantes ficam para trás para conter os intermináveis Xenomorfos enquanto Hayes e Cassandra extraem para Otago enquanto os mísseis nucleares começam a cair. Os escudos de Otago seguram; a nave quebra o bloqueio e deixa a órbita de Lethe. Depois de lamentar Harper, Hayes, Cassandra e o restante da tripulação entram em hipersono quando o Otago entra no espaço profundo.

## Desenvolvimento
Dark Descent é desenvolvido pelo estúdio francês Tindalos Interactive, que já havia desenvolvido a série Battlefleet Gothic: Armada de jogos eletrônicos de estratégia em tempo real. De acordo com o diretor administrativo John Bert, o jogo foi inspirado em jogos de RPG táticos e de computador. O jogo foi anunciado durante o Summer Game Fest em junho de 2022. Foi lançado para Microsoft Windows, Xbox One, Xbox Series X/S, PlayStation 4 e PlayStation 5 em 20 de junho de 2023.

## Recepção
Aliens: Dark Descent recebeu críticas "geralmente favoráveis", de acordo com o agregador de críticas Metacritic. No Japão, quatro críticos da Famitsu deram ao jogo uma pontuação total de 31 em 40.
A Rock Paper Shotgun elogiou como o jogo recriou a atmosfera de Aliens, usando elementos da franquia para ajudar a criar tensão: "É o primeiro a realmente capturar a vibração de estabelecer perímetros, brincando com a última linha de brincadeiras de primeira linha que você está salvando e vendo as formas no rastreador de movimento se aproximarem e gritarem mais alto". A Eurogamer sentiu que o jogo não fez nada para se distinguir de outros jogos inspirados em XCOM: Enemy Unknown, "Descent não introduz nenhuma mecânica memorável ou floreios estilísticos no nível da campanha. É tão simples e utilitário quanto a arquitetura cinza quadrada do próprio Otago". Enquanto desfrutava da mecânica de Onslaught para aumentar a tensão, a IGN criticou o estado técnico do jogo, escrevendo: "Esses problemas são um pouco frequentes e um pouco quebradores de jogo demais para eu olhar para o outro lado".
O GamesRadar+ achou que o jogo adicionou floreios interessantes e únicos à fórmula do jogo tático, especialmente a mecânica da sala segura: "É um recurso brilhante e original que faz você parar e considerar seu esquadrão de durões como um pouco mais humano do que apenas armas ambulantes". A Game Informer não gostou dos controles do jogo: "Infelizmente, seções furtivas através de bandos de Xenomorfos adormecidos fazem com que o movimento do esquadrão pareça complicado. E às vezes, agachar-se e clicar em outros botões não são rápidos, levando a encontros mortais com inimigos". PC Gamer gostou da crescente infestação que progredia a cada dia, dizendo que isso fazia o jogador fazer escolhas difíceis: "É uma mistura fascinante de ideias que cria toneladas de enigmas emergentes".